# Intel Express
Intel Express — міжнародна платіжна система грошових переказів, заснована у 2006 році в Тбілісі, Грузія, головна штаб-квартира знаходиться у Лондоні. До системи Intel Express підключені партнери у 90 країнах. В Україні це Ощадбанк, Ідея Банк, Укргазбанк та інші. Обсяг переказів через систему за підсумками 2011 року досяг 0,68 млрд доларів.

## Опис
Intel Express (Інтел Експрес) надає фізичним особам можливість обмінюватися грошовими переказами у межах більш ніж 90 країн світу. Крім широкої мережі партнерських пунктів, що об'єднує 27 різних локальних систем грошових переказів, власні пункти під брендом Intel Express працюють у Великій Британії, Грузії, Греції та Італії.